# Cornelis Johannes van Doorn

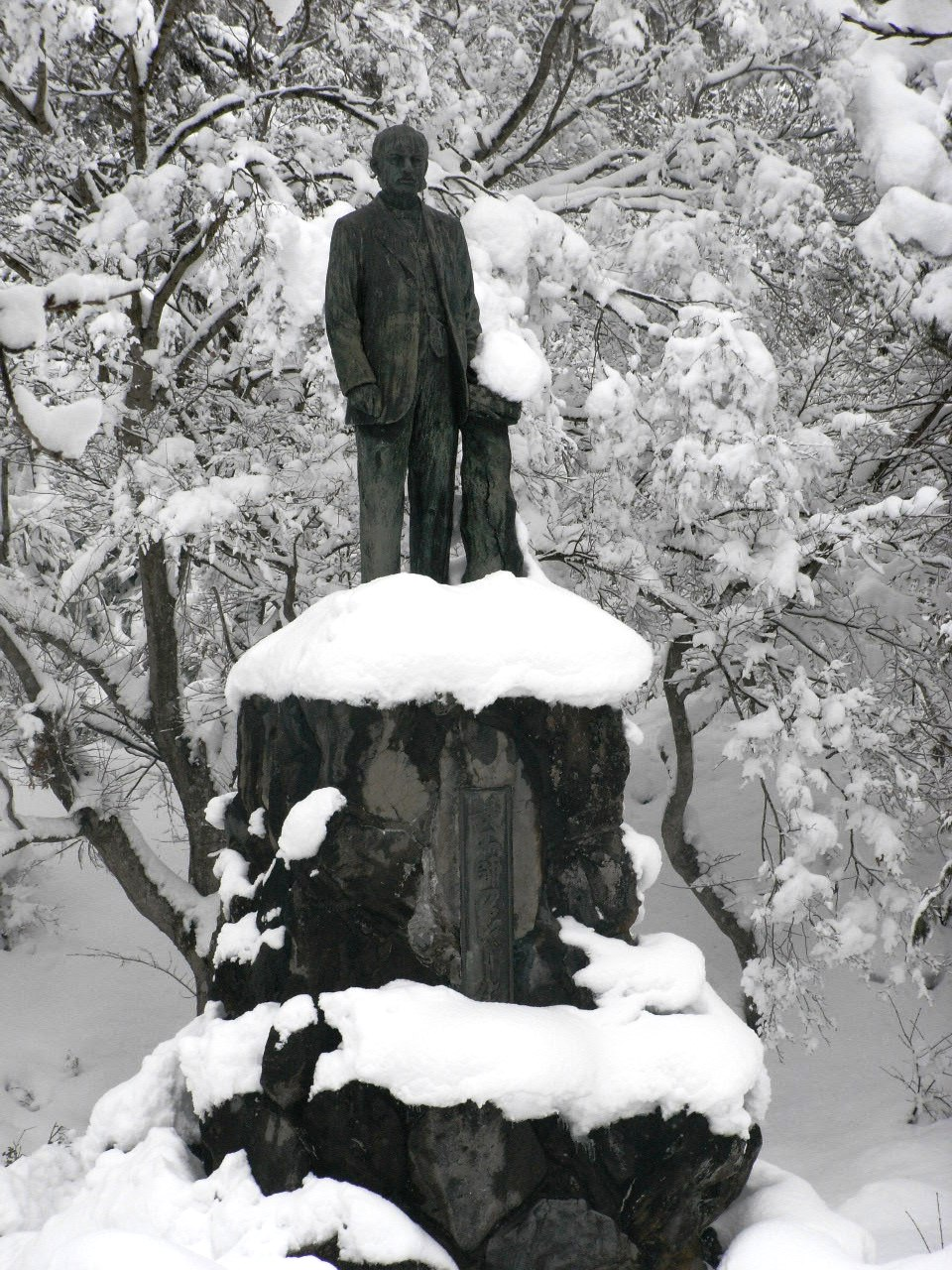
Statue Cornelis Johannes van Doorn am Asaka Kanal in Koriyama

Cornelis Johannes van Doorn (* 5. Januar 1837 in Brummen (Niederlande); † 24. Februar 1906 in Amsterdam) war ein niederländischer Wasserbauingenieur und zusammen mit Johannis de Rijke und George Arnold Escher während der Meiji-Zeit ein ausländischer Berater des japanischen Innenministeriums.

## Wirken
Van Doorn studierte nach seinem Schulabschluss zunächst bei Peter Dietrich Grothe, Leiter der Technischen Schule in Utrecht und anschließend an der Technischen Universität Delft. Er erhielt seinen Abschluss 1860 als Bauingenieur. In seiner frühen Karriere ging er nach Java in Niederländisch-Ostindien und kehrte 1863 nach Hause zurück, um für die Eisenbahngesellschaft Maatschappij tot Exploitatie van Staatsspoorwegen in Nordholland zu arbeiten. Ab März 1865 war er als Ingenieur an der Planung der Schleusen, der Pumpstation und des Staudamms am IJ (Amsterdam) beteiligt.
Von der japanischen Regierung 1871 aus Anlass der Modernisierung Japans als O-yatoi gaikokujin (Kontraktausländer) die Stelle als Berater und Planungsingenieur angeboten, arbeitete van Doorn mit seinen Landsleuten Johannis de Rijke und George Arnold Escher vom März 1872 bis Juli 1880 als Experte für Wasserbau.
Die Regulierung des Edo nach den Plänen van Doorns und die Hafenerweiterungen der Häfen in Osaka, Yokohama und nahe Ishinomaki in der Sendai-Bucht wurden nach seinen Entwürfen modernisiert
Den Asaka-Kanal, eine 52 Kilometer lange Wasserstraße, nach westlichem Vorbild konzipiert, entwässerte ein großes Sumpfgebiet um den Inawashiro-See in der Präfektur Fukushima und trug erheblich zur Landgewinnung und der Entwicklung der Infrastruktur in der Stadt Kōriyama bei. Zum Gedenken an van Doorn errichtete die Stadt Kōriyama 1931 an der Ishii Schleuse, die zu den wichtigen Kulturgütern Japans zählt, neben dem Schleusentor eine Bronzestatue.
1880 kehrte er in die Niederlande zurück, wo er 1883 vom Kolonialministerium nach Curaçao geschickt wurde. Dort wurde nach seinen Plänen ein Kanal gebaut, der Teile des Stadtgebiets Willemstads durchschneidet und für eine bessere Durchfahrt von Seeschiffen in den Hafen der Sint Anna Bay und der Spanish Bay sorgte. Zudem zeichnete er auch für den Bau eines Trockendocks im Hafen von Curaçao verantwortlich. In Suriname, das damals unter der Kolonialverwaltung der Niederlande stand, war er am Bau einer Eisenbahnlinie beteiligt.
Nach einigen Jahren kehrte er dann wieder in die Niederlande zurück und war als Unternehmer Mitbegründer und Vorstandsvorsitzender der Hollandsche Beton Maatschappij. Darüber hinaus veröffentlichte er Artikel unter anderem im Magazin De Ingenieur, dessen Mitbegründer er war.

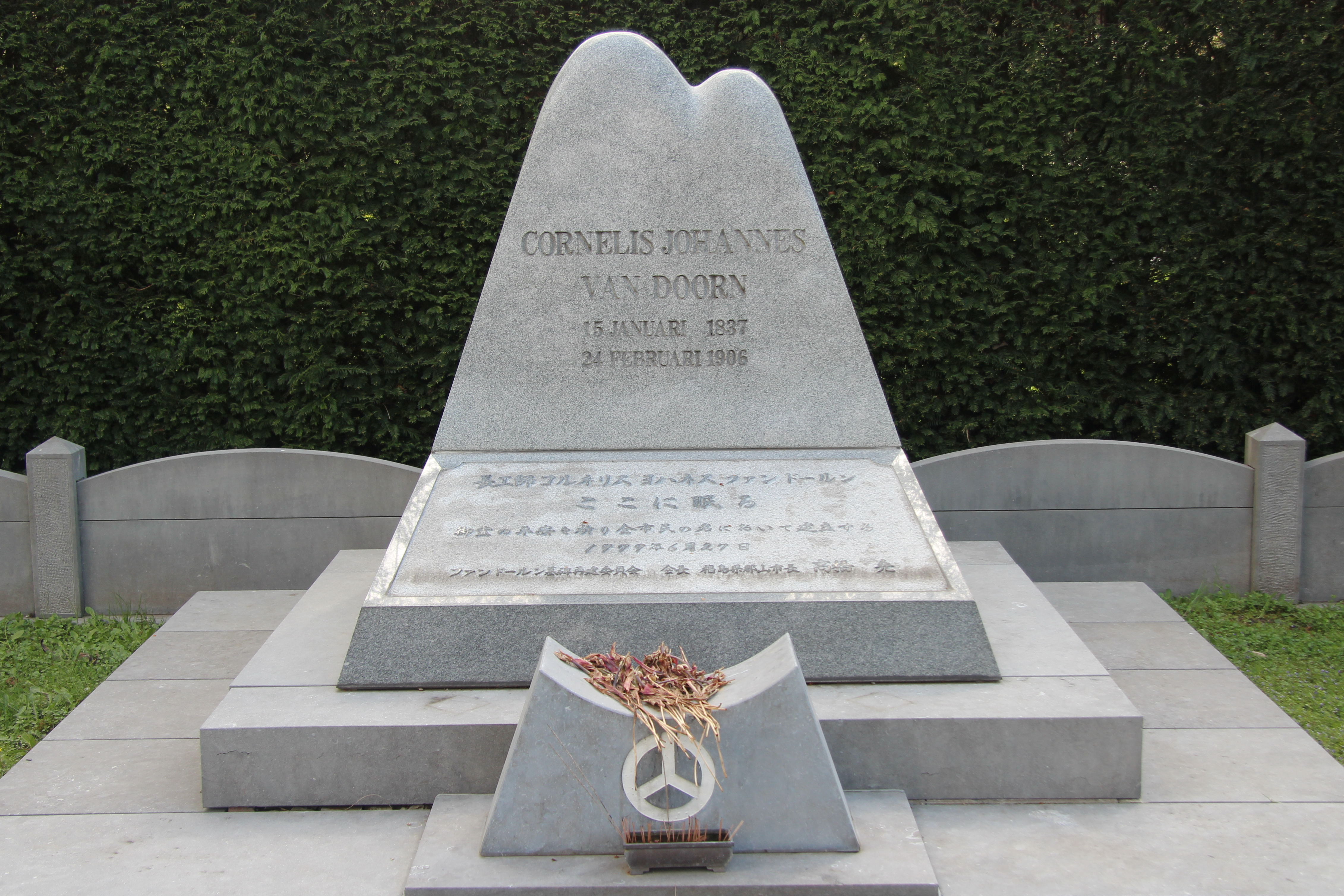
Grab Cornelis van Doorn

In den Niederlanden ist van Doorn im Gegensatz zu Japan nicht sehr bekannt. Sein großes Ansehen dort schlägt sich sogar in den Schulbüchern, mit seinem Namen gewidmete Museen und nach ihm benannte Straßen und Plätze nieder.
Sogar das Grab van Doorns in Amsterdam wird auf Kosten der japanischen Stadt Kōriyama erhalten. Auf Betreiben eines japanischen Lehrers, der 1979 zu Besuch in den Niederlanden war und der das ungepflegte Grab van Doorns in Amsterdam vorgefunden hatte, wurden in Kōriyama 28 Millionen Yen gesammelt und damit eine beeindruckende Grabstätte errichtet, die von der japanischen Botschaft in den Niederlanden im Auftrag der Stadt Kōriyama weiterhin gepflegt wird.
Die Städtepartnerschaft zwischen Brummen und Kōriyama ist ebenfalls eine Folge der Wirkens van Doorns in Japan.

## Nachweise
1. 1 2 3  van Doorn, Cornelis Johannes. Historie van de Oceanografie Club, 10. April 2011, archiviert vom Original (nicht mehr online verfügbar) am 23. September 2020; abgerufen am 26. August 2020 (niederländisch).  Info: Der Archivlink wurde automatisch eingesetzt und noch nicht geprüft. Bitte prüfe Original- und Archivlink gemäß Anleitung und entferne dann diesen Hinweis.
2. 1 2  Masuda, Hirom: Japan's industrial development policy and the construction of the Nobiru port : the case study of a failure. JETRO, abgerufen am 25. August 2020 (englisch).
3. ↑  The Canal that Ensured the Future of Asaka – Koriyama, Fukushima. WAttention, 10. April 2020, abgerufen am 26. August 2020 (englisch).
4. ↑  The single canal that opened up the future - Koriyama and Inawashiro. Japan Heritage, S. 3, archiviert vom Original (nicht mehr online verfügbar) am 25. Juli 2021; abgerufen am 25. August 2020 (englisch).  Info: Der Archivlink wurde automatisch eingesetzt und noch nicht geprüft. Bitte prüfe Original- und Archivlink gemäß Anleitung und entferne dann diesen Hinweis.
5. ↑  Database of Registered National Cultural Assets. Agency for Cultural Affairs, abgerufen am 26. August 2020 (japanisch).
6. ↑  Sint Anna Bay. Encyclopaedia Britannica, abgerufen am 26. August 2020 (englisch).
7. ↑  Hollandsche Beton Maatschappij (HBM) (1902 – 1968). Stichting Haags industrieel erfgoed, abgerufen am 26. August 2020 (niederländisch).
8. ↑  De Ingenieur. De Ingenieur, abgerufen am 26. August 2020 (englisch).
9. ↑  ir. C.J. van Doorn. Mens & Dier in Steen & Brons, abgerufen am 26. August 2020 (niederländisch, englisch).
10. ↑  Japanse delegatie uit zusterstad Koriyama eert C.J. van Doorn. Brummen Nieuws, 21. August 2017, abgerufen am 26. August 2020 (niederländisch).
11. ↑  Internationale vriendschap. Gemeente Brummen, abgerufen am 25. August 2020 (niederländisch).

| Personendaten    | Personendaten                       |
| ---------------- | ----------------------------------- |
| NAME             | Doorn, Cornelis Johannes van        |
| KURZBESCHREIBUNG | niederländischer Wasserbauingenieur |
| GEBURTSDATUM     | 5. Januar 1837                      |
| GEBURTSORT       | Brummen                             |
| STERBEDATUM      | 24. Februar 1906                    |
| STERBEORT        | Amsterdam                           |